# Joshua Chauvet
Joshua Chauvet (20 juillet 1822 - 22 mai 1908) est un pionnier, colon, entrepreneur français. 

## Biographie

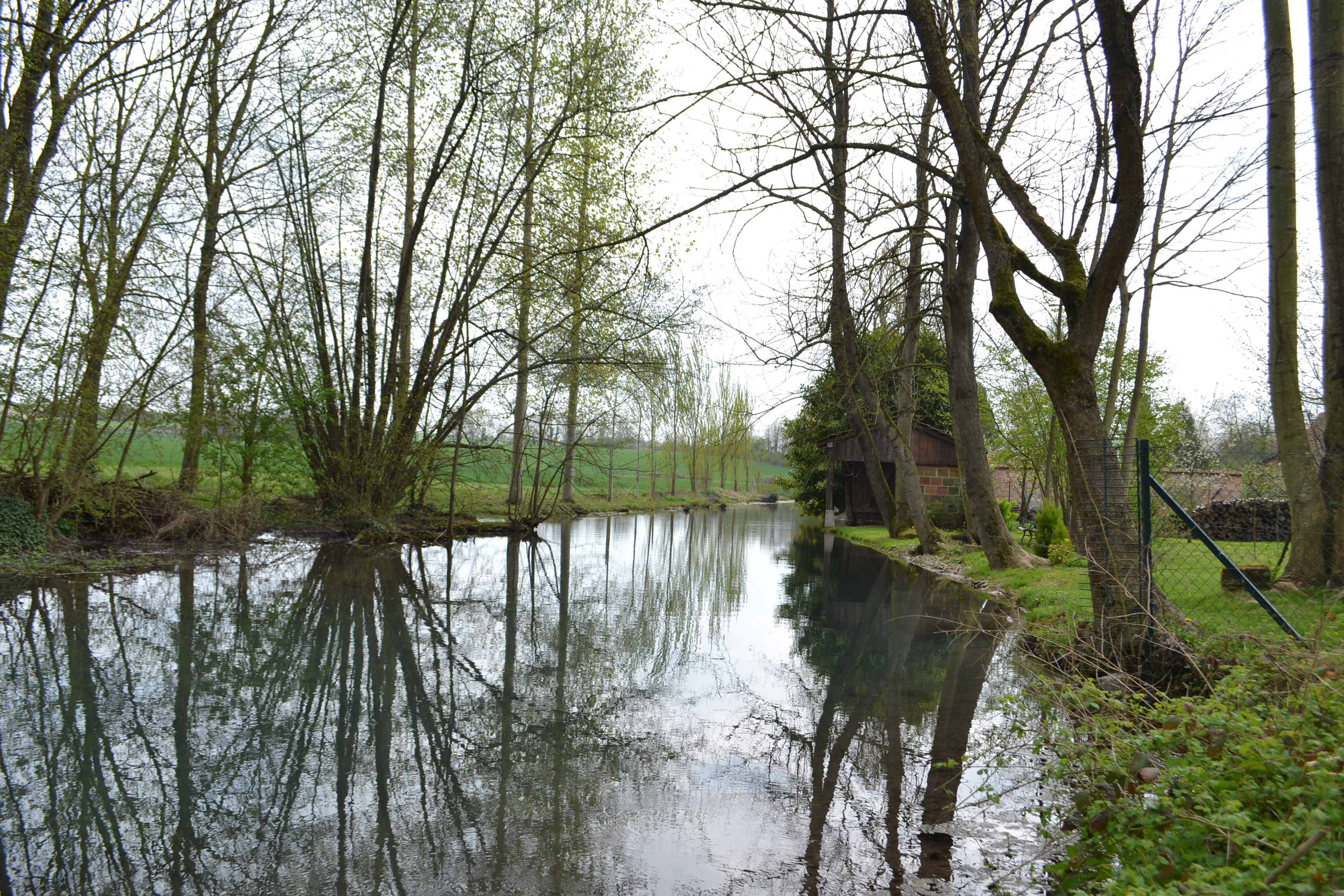
La Moivre à Saint-Jean-sur-Moivre.

Joshua Chauvet est né le 20 juillet 1822 à Saint-Jean-sur-Moivre, petit village situé dans la Marne. Il est le fils de François Chauvet, meunier du village, lequel déclare, à cette occasion, lui « vouloir donner le prénom de Josué ». 
En 1850, à l’âge de 27 ans, ce fils de meunier quitte son village pour... la Californie ! À cet effet, il dispose d’un passeport, d’un certificat de moralité établi par le maire et d’une carte d’embarquement sans doute financée par sa famille. C’est l’époque de la ruée vers l'or. Des milliers de migrants, venus du monde entier, affluent à San Francisco.

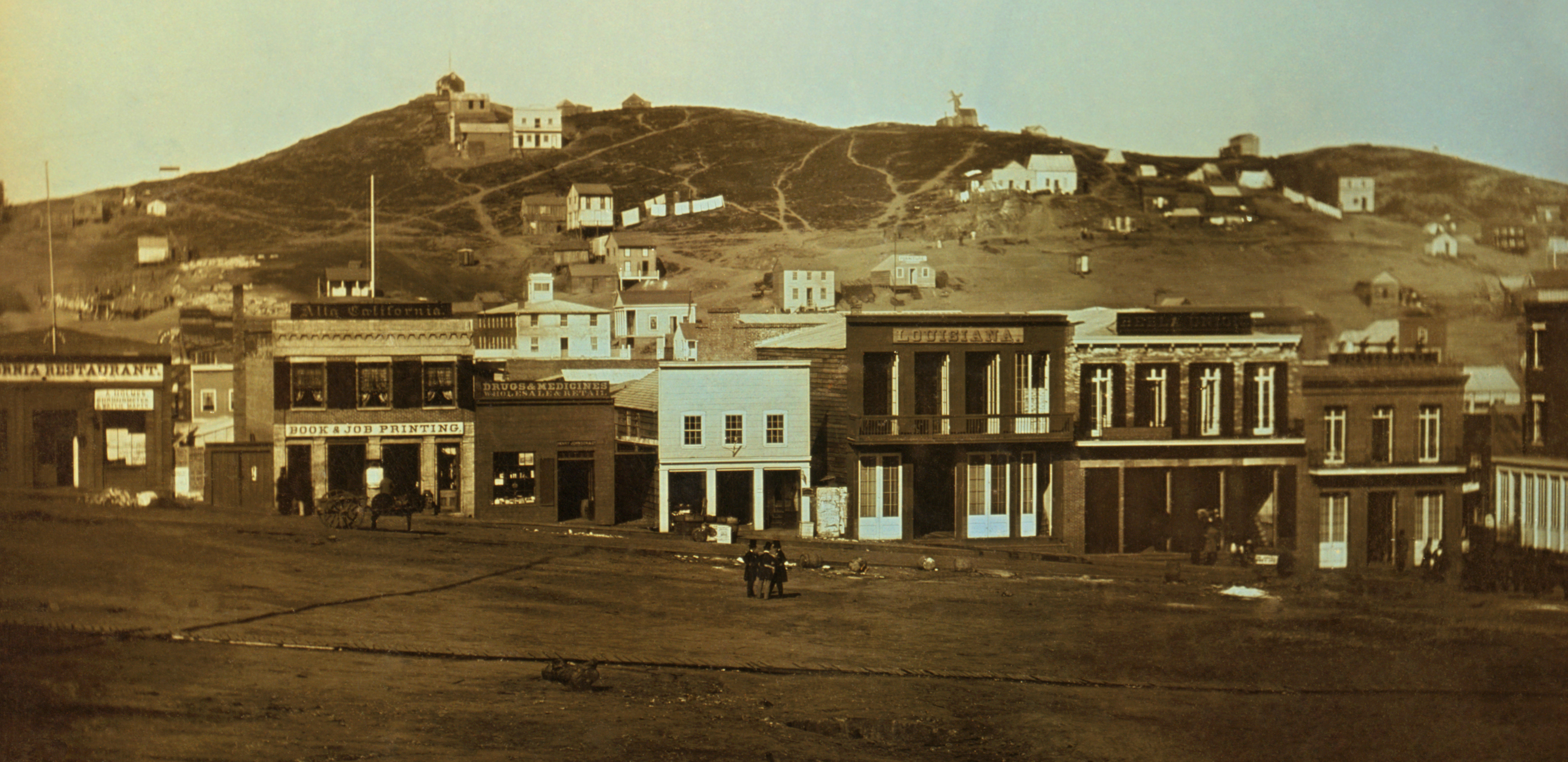
San Francisco en 1851.

Le Grétry, bateau affrété par la compagnie La Californienne, appareille au Havre le 27 février 1850. Parmi la centaine de passagers se trouve donc un jeune homme assez grand (1,75 m), brun, barbu, les yeux gris, présentant la particularité d’avoir le cheveu rare sur les tempes : Charles Auguste Josué Chauvet, alias Joshua Chauvet. Sept mois et 24 000 km plus tard, le 17 septembre 1850, après avoir passé le cap Horn, Joshua Chauvet arrive à San Francisco. Il n’a pas un sou en poche mais treize : treize sous de cuivre... En revanche, il a du courage et de l’énergie à revendre, fait preuve d’une force de travail peu commune et sait tirer parti de son savoir-faire de charpentier et de meunier. Sitôt débarqué, il rejoint des compatriotes installés à Mokelumne Hill, à l’intérieur des terres. L’endroit est réputé propice à la prospection ; plusieurs centaines de Français s’y sont établis, suscitant souvent les moqueries et parfois l’hostilité. Mais ses débuts de chercheur d’or ne donnent probablement pas les résultats escomptés. Qu’importe ! Il ouvre une boulangerie, puis une autre, construit un moulin à farine, dont il fait venir le mécanisme de France.

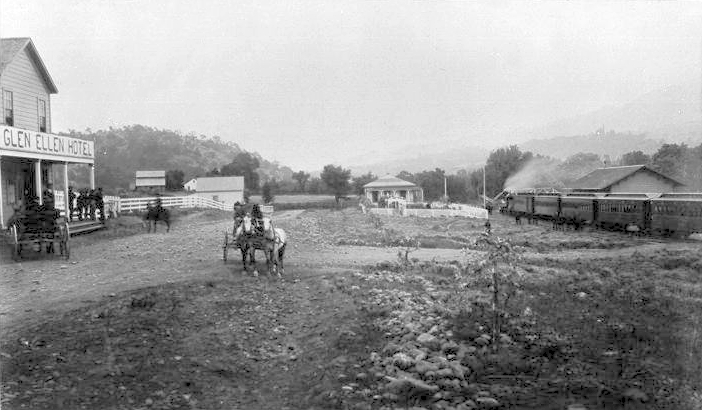
Glen Ellen en 1888.

C’est en 1856, après ces premières années de tâtonnement, que Joshua Chauvet s’installe à Glen Ellen, en compagnie de son père. À l’origine de cette installation, il y a l’achat de 500 acres de terre (un peu plus de 200 hectares), sur lesquels s’élève une scierie qu’il convertit en moulin à farine (celui-ci fonctionne jusqu’en 1881). Le reste de la propriété est planté de vigne. Au fil des années, il crée une distillerie, importée de France, une briqueterie, et met en place un système d’adduction d’eau dans la commune. En 1864, il se marie avec une Irlandaise qui lui donne deux fils. En 1868, il acquiert le citoyenneté. La famille est donc durablement fixée à Glen Ellen. Comme son père, Joshua Chauvet y réside jusqu’à sa mort (1908), soit plus d’un demi-siècle. Au fil des années, Joshua Chauvet devient un notable. Son nom est fréquemment cité par la presse locale, généralement accompagné de la mention « the well known winemaker ». Le 10 mai 1903, il est victime d’un accident de cheval, qui le laisse grièvement blessé. Le fait est rapporté dans le journal, qui annonce même, quelques semaines plus tard, l’amélioration de son état.
Dans les dernières années de sa vie, Joshua Chauvet et son fils aîné font construire à Glen Ellen plusieurs bâtiments, dont l'actuel London Lodge Saloon (1905), une jolie maison abritant aujourd’hui un cabinet d’avocats (1906) et enfin - et surtout - l’hôtel Chauvet (1906), récemment transformé en résidence de luxe. Cet hôtel apparaît aujourd’hui comme le chef-d’œuvre du vieil homme.

## Galerie

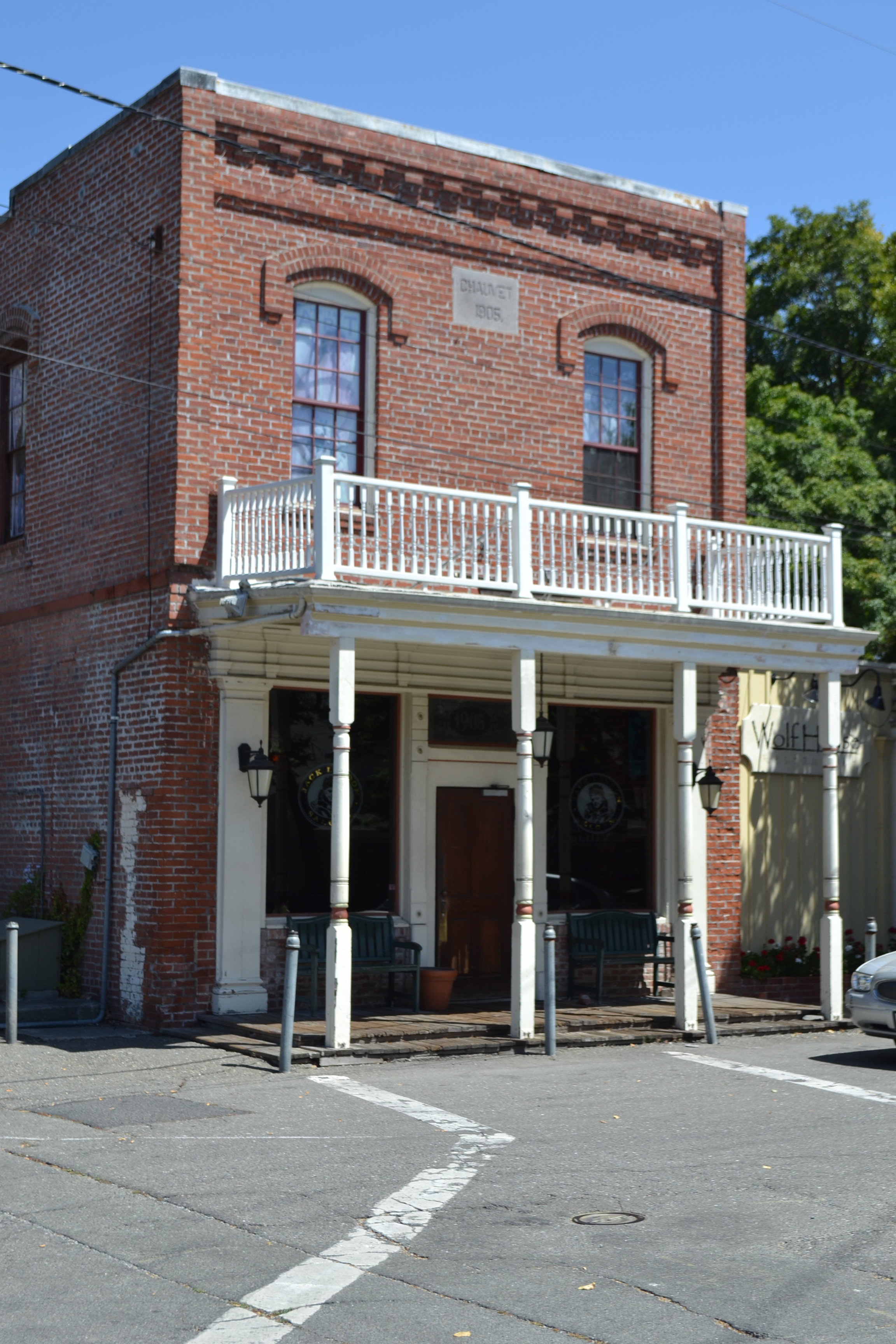
Saloon Chauvet (1905).
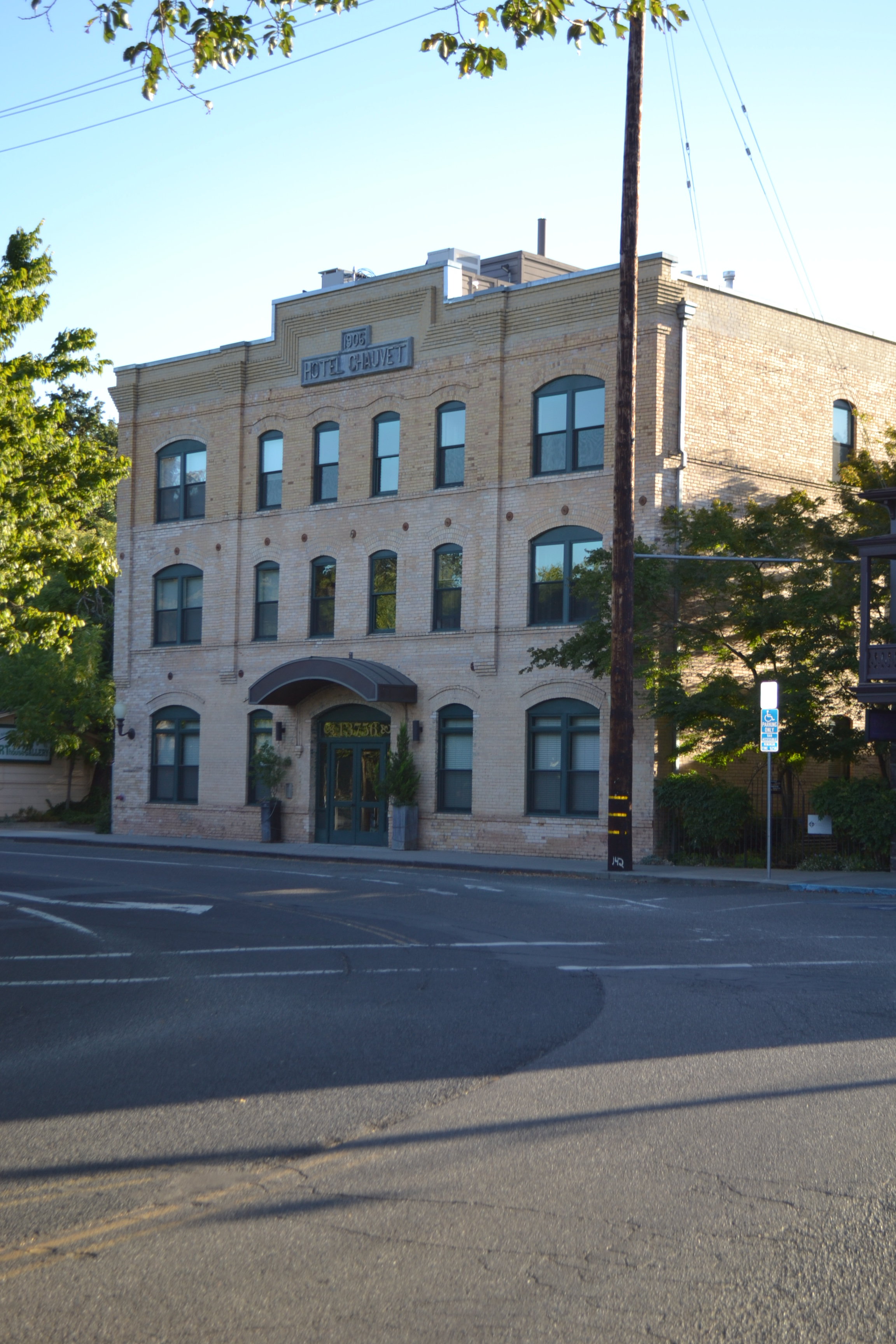
Hôtel Chauvet (1906).
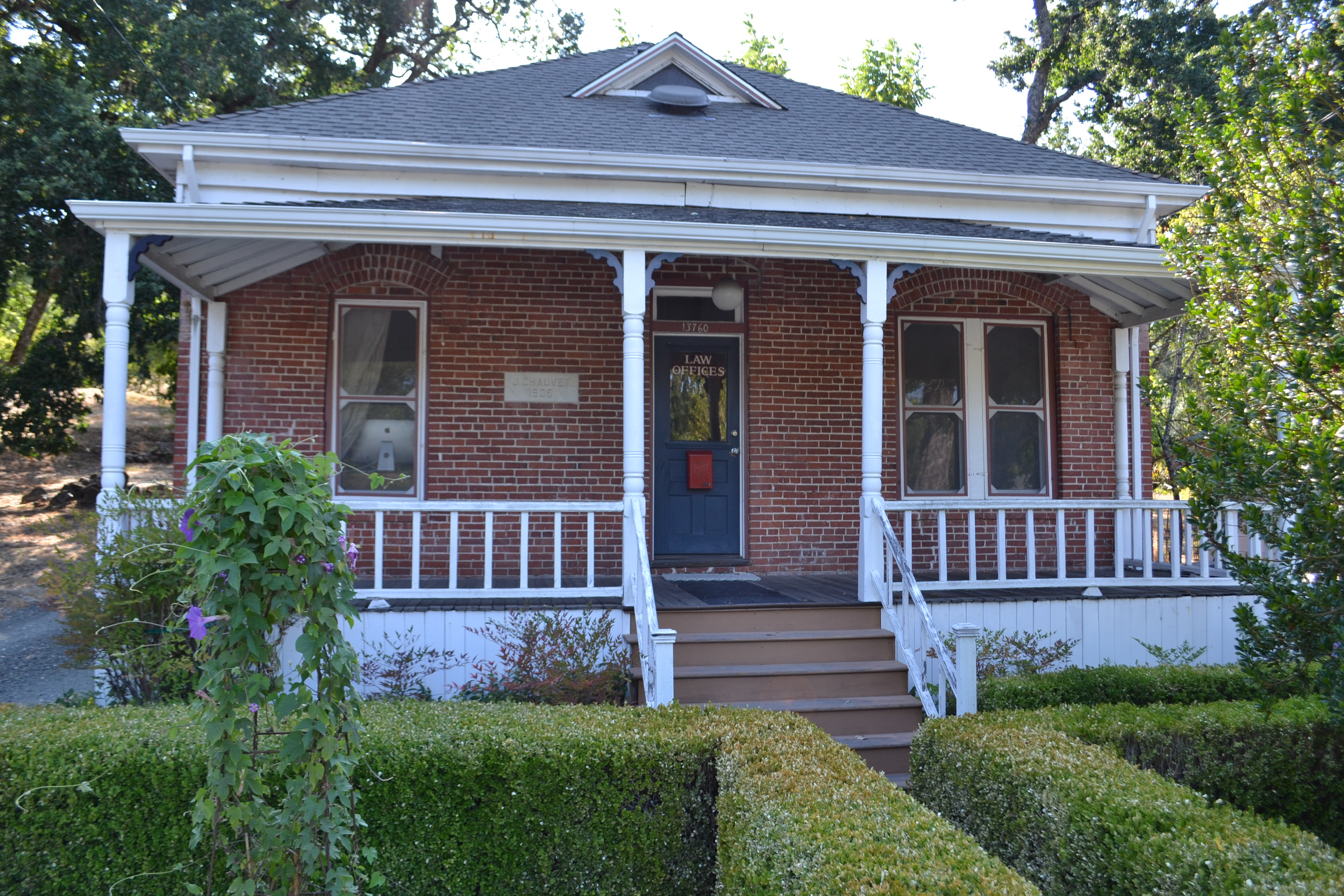
Maison Chauvet (1906).